# 행복한 눈물
《행복한 눈물》(Happy Tears)은 미국의 미술가인 로이 리히텐슈타인의 1964년작 팝 아트 회화 작품이다.

## 역사

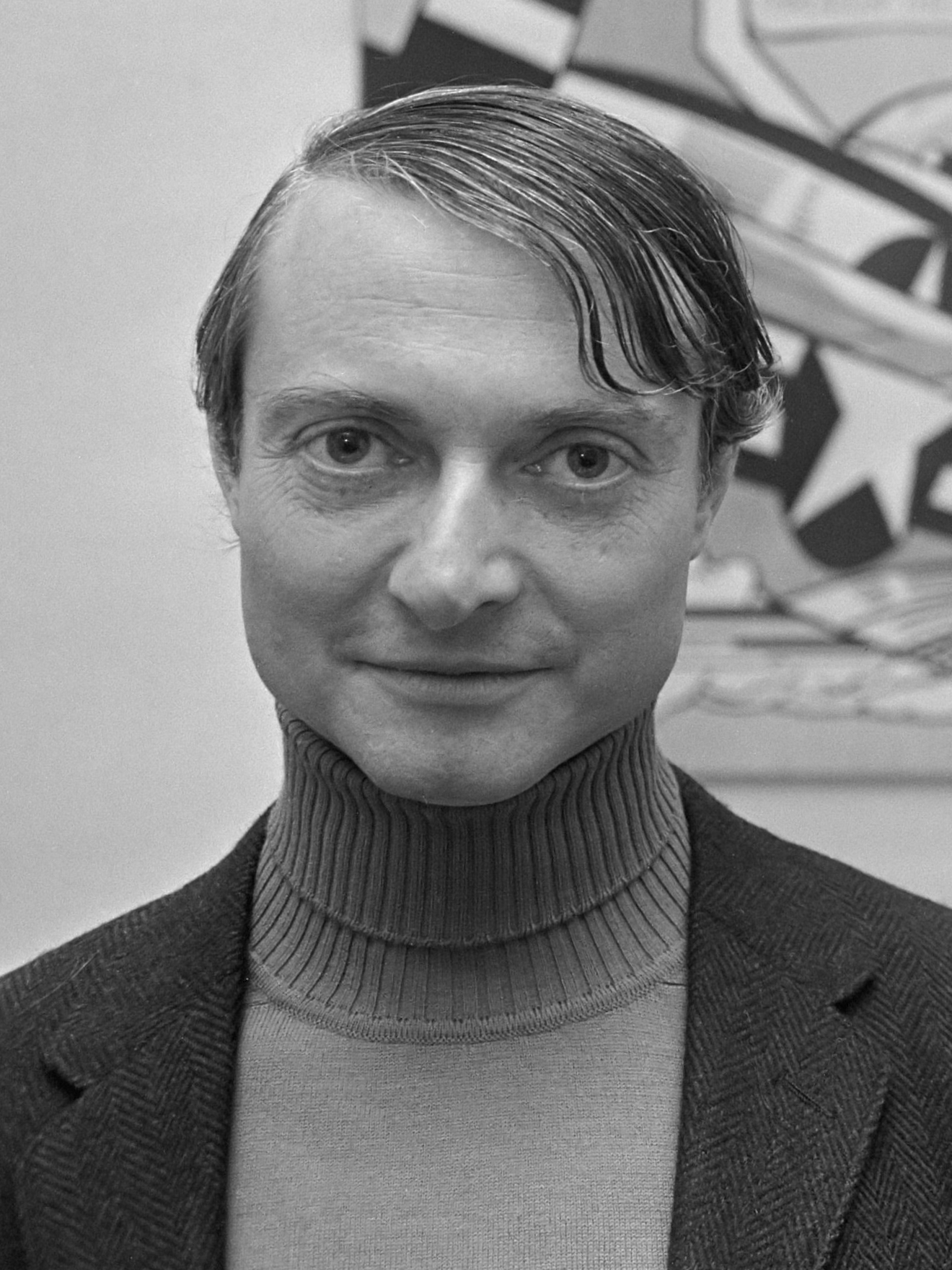
로이 리히텐슈타인(Roy Lichtenstein)

⟪행복한 눈물⟫은 1964년 뉴욕 레오 카스텔리 갤러리(Leo Castelli Gallery 때까지 주인이 바뀌지 않았다. 2002년 경매에서 이 작품은 710만 달러에 판매되어 6백만 달러에 판매된 ⟪키스 II⟫의 기록을 경신하였다.

## 사건사고
대한민국에서는 2008년 1월 삼성 비자금 사건과 연루되어 언론에서 집중을 받은 후, 한국에서 널리 알려지게 되었다. 결국 무죄를 받긴 했으나 서미갤러리 홍송원 대표가 100억 원으로 추청되는 ⟪행복한 눈물⟫을 삼성 측에 거래하며 자금을 세탁해줬다는 의혹에 휩싸였다. 삼성그룹은 "삼성가와 삼성문화재단은 ⟪행복한 눈물⟫을 구입하지 않았다"고 밝혔다.